# Réveillon (Orne)
Réveillon è un comune francese di 367 abitanti situato nel dipartimento dell'Orne nella regione della Normandia.

## Società

### Evoluzione demografica
Abitanti censiti